# Serra del Cadí
Der 22,6 km lange Gebirgszug Serra del Cadí ist Teil der Pre-Pyrenäen und liegt im Norden Kataloniens, Spanien. Das in einer Ost-West-Achse ausgerichtete Massiv liegt auf dem Gebiet der Comarcas Alt Urgell, Cerdanya und Berguedà. Es grenzt im Norden an die Pyrenäen, im Süden an den Fluss Riu de Lavansa und seine Nebenflüsse, im Westen an den Gebirgszug Monsec de Tost und reicht im Osten bis an den Berg Comabona.

## Naturpark
Zusammen mit der Serra de Moixeró, die Massive Tosa d'Alp, Puigllançada und Pedraforca  bildet die Serra del Cadí den Naturpark Parque Natural del Cadí-Moixeró.

## Geologie
Das aus Kalkstein bestehende Gebirge wurde im Tertiär geformt. Der Kamm der Serra del Cadí verläuft auf einer Höhe von 2.500 – 2.600 m, der nördliche Hang ist über eine Höhe von mehr als 500 m steil abfallend während der südliche Hang ein gleichmäßiges Gefälle aufweist.

## Gipfel
Die höchsten Gipfel sind Cap de la Fesa (2.391 m), Pic del Cabirol (2.457 m), Coll de la Canal Baridana (2.501 m), Coll de Llitze (2.506 m), Torreta de Cadí (2.562 m), Puig de la Canal del Cristall (2.563 m), Puig del Quer (2.568 m), Salt del Sastre (2.591 m), Pic de Costa Cabirolera (2.604 m), Pujolar de Roca Grossa (2.613 m) und die höchste Erhebung, der Vulturó (2.648 m).